# Naval Aircraft Factory N3N
Il Naval Aircraft Factory N3N fu un aereo da addestramento monomotore e biplano sviluppato dalla Naval Aircraft Factory (NAF), impianto produttivo situato al Philadelphia Naval Shipyard ed alle dipendenze della United States Navy, la marina militare degli Stati Uniti d'America, nei primi anni trenta.
Destinato ai reparti da addestramento della marina per la formazione nuovi piloti, fu il modello, tra quelli sviluppati dall'ufficio tecnico NAF, a raggiungere il maggior numero di esemplari prodotti e, radiato nel 1961, l'ultimo modello biplano a rimanere in servizio nelle United States Armed Forces.

## Storia del progetto
Nell'ottobre 1934 l'ufficio tecnico del Bureau of Aeronautics (BuAer), il dipartimento della US Navy deputato alla gestione del materiale e tecnologia della propria componente aerea, sviluppò un progetto di massima per un nuovo modello sperimentale adatto all'addestramento primario al fine di sostituire i Consolidated NY-2 e NY-3 ancora in servizio nei reparti di addestramento e nella United States Naval Reserve in previsione del termine della loro vita operativa. Alla NAF venne assegnato il compito di sviluppare il nuovo modello ponendo particolare attenzione alla robustezza della cellula ed alla facilità di manutenzione, compatibilmente con le esigenze del ruolo che era destinato a svolgere. Il progetto era relativo ad un velivolo dall'impostazione convenzionale, cellula biposto ad abitacoli aperti, uno per l'istruttore e l'altro per l'allievo pilota, dotati di doppi comandi, abbinata ad una velatura biplana di uguale apertura alare. In osservanza alle convenzioni allora vigenti, al modello venne assegnata la designazione N3N ed il BuAer richiese fosse fornita una stima dei costi per lo sviluppo di un prototipo e di 45 esemplari di produzione in serie.
Il prototipo, indicato come XN3N-1, era caratterizzato dalla costruzione in tecnica mista, con struttura metallica ricoperta nella sua quasi totalità da tela trattata e verniciata. Particolarità del progetto era la tecnica costruttiva della cellula che invece di adottare la convenzionale, per l'epoca, struttura in tubi d'acciaio saldati tra loro, utilizzava per la giunzione dei singoli elementi viti e rivetti.
L'XN3N-1, equipaggiato con un motore radiale Wright J-5 a 9 cilindri raffreddato ad aria, venne portato in volo per la prima volta nell'agosto 1935 e proseguì i test sia in configurazione "terrestre" che in configurazione idrovolante, differenziate tra loro per essere equipaggiate con un convenzionale carrello d'atterraggio o con un singolo galleggiante centrale integrato da due più piccoli equilibratori posti sotto l'ala inferiore.
A seguito dell'esito positivo dei collaudi, durante i quali l'aereo espresse prestazioni considerate soddisfacenti, venne emesso un ordine di fornitura per 179 esemplari. Il primo lotto, sostanzialmente identico all'XN3N-1, utilizzava nella sua costruzione elementi in alluminio precedentemente realizzati per la produzione di dirigibili il cui ordine era stato in seguito revocato. Verso la fine della produzione del primo lotto l'originale motore venne sostituito con un Wright R-760-2 Whirlwind, sempre radiale ma a 7 cilindri e di potenza leggermente superiore.
La N.A.F. iniziò le consegne dell'N3N nel 1935 e la produzione totale si attestò su 997 esemplari, dei quali 180 N3N-1 e 816 N3N-3. La produzione proseguì fino al gennaio 1942.

## Impiego operativo
Gli N3N iniziarono ad arrivare ai reparti di addestramento della US Navy nel corso del 1935 e, per lo schema di verniciatura interamente color ambra, un giallo-arancio, allora vigente vennero amichevolmente soprannominati "Canary" (canarino) o "Yellow Peril" (pericolo giallo), quest'ultimo in realtà identificativo di tutti i modelli destinati all'addestramento (così venivano anche chiamati ad esempio gli NS ed N2S).

### US Coast Guard
Alla fine del 1940, la US Coast Guard prese accordi con la US Navy per l'acquisizione di quattro N3N-3 in cambio di altrettanti Grumman JF-2 Duck. Tre esemplari vennero consegnati nel dicembre 1940 ed il quarto nel gennaio 1941. L'utilizzo di questi esemplari nella guardia costiera statunitense non è ben chiaro tuttavia è probabile che fossero usati come aereo da collegamento e per l'allenamento dei piloti.

### US Marine Corps

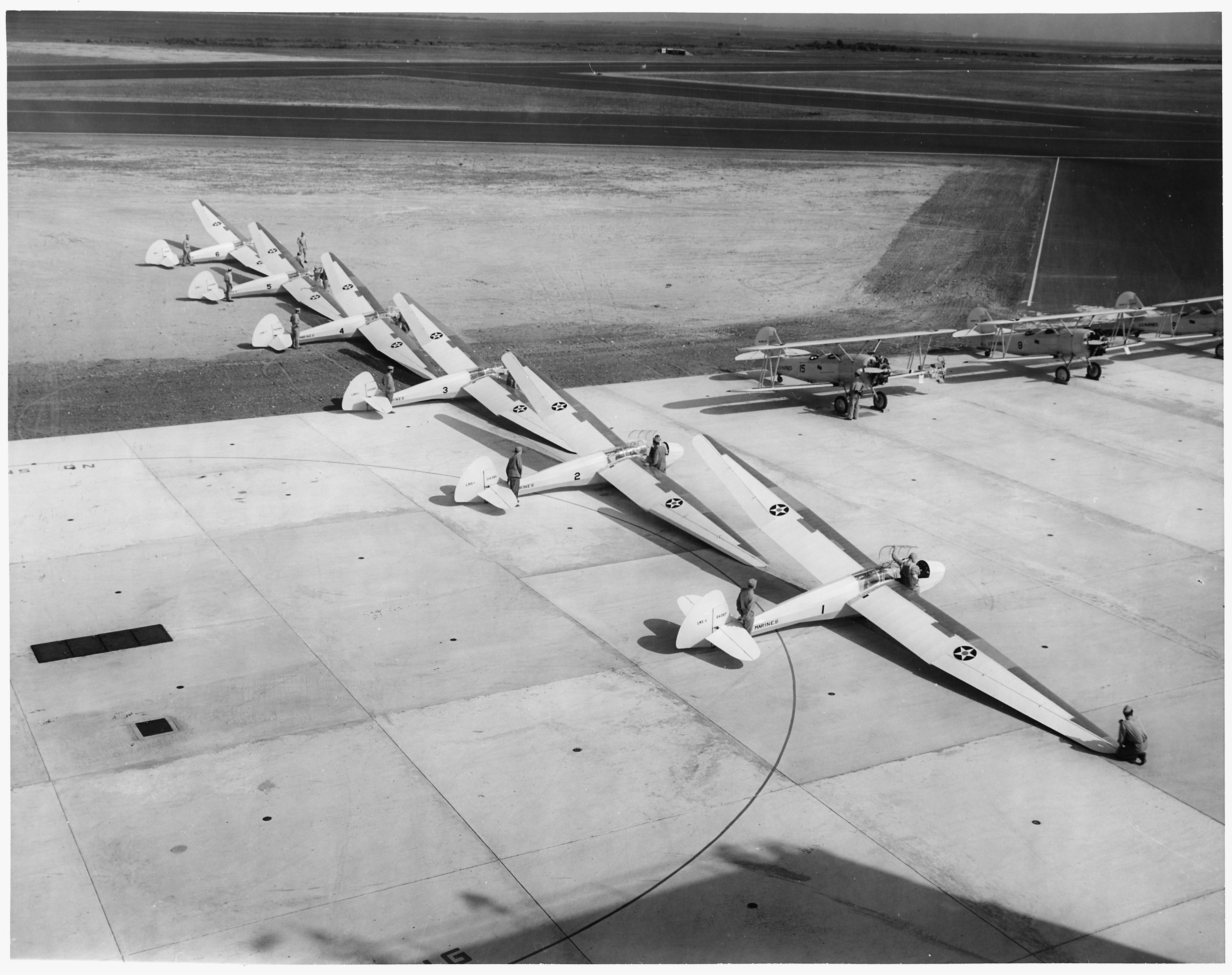
Gli alianti destinati all'addestramento dei Marines e, alla destra, gli N3N. Page Field, maggio 1942.

L'USMC si vide assegnati gli N3N quando vennero dislocati alle Naval Reserve Air Base (NRAB), utilizzati per la formazione dei piloti da parte di personale US Navy e US Naval Reserve.
Durante la seconda guerra mondiale i Marines acquisirono, nell'ambito del loro programma nell'uso di alianti, un numero imprecisato di N3N-3, impiegati come aereo da traino degli Schweizer LNS-1 in dotazione dal gennaio 1942, nel loro distaccamento alianti presso la Marine Corps Air Station (MCAS) Parris Island, in Carolina del Sud. Quando, nel novembre di quello stesso anno, il reparto di addestramento al volo a vela venne spostato presso la MCAS Eagle Mountain Lake, Texas, gli N3N vennero sostituiti da altri modelli.

## Versioni

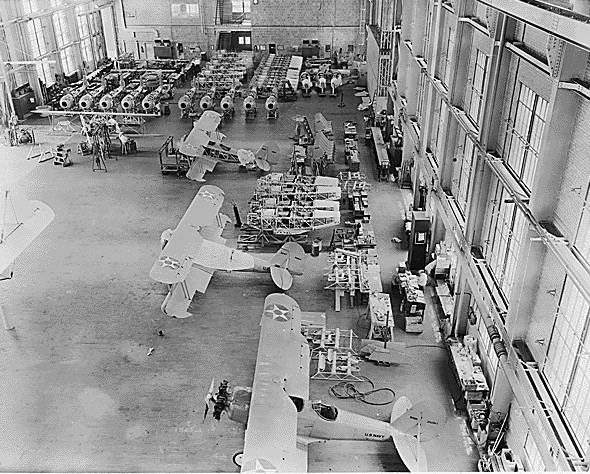
N3N in produzione durante il 1937.

XN3N-1
designazione del primo prototipo, Bureau of Aeronautics number 9991.
N3N-1
versione di produzione in serie, addestratore primario biposto biplano, equipaggiato con un motore radiale Wright J-5 da 220 hp (164 kW), realizzato in 179 esemplari.
XN3N-2
prototipo, Bureau number 0265, equipaggiato con un motore radiale Wright R-760-96 da 240 hp (179 kW), realizzato in un solo esemplare.
XN3N-3
designazione di un N3N-1 di serie (0020) convertito in prototipo della terza variante.
N3N-3
versione di produzione in serie, addestratore primario biposto biplano, equipaggiato con un motore radiale Wright R-760-2 Whirlwind 7 da 235 hp (175 kW), realizzato in 816 esemplari.

## Utilizzatori
Stati Uniti
- United States Marine Corps
- United States Coast Guard
- United States Navy

 Paraguay
- Aviación Naval Paraguaya

operò con due N3N-3 acquisiti grazie agli accordi del programma Lend-Lease.

### Pubblicazioni
- Naval Aircraft Factory N3N, in Aerei da guerra, Ginevra - Novara, Edito Service S.A. - Istituto Geografico De Agostini, 1993.
- Gene Smith, A Dream of Wings, in Air Progress, febbraio 1989.